# Lijnspanning
De lijnspanning in bijvoorbeeld een driefasennet is de spanning tussen twee fasen. In de figuur van de sterschakeling kan de lijnspanning gemeten worden door een voltmeter te plaatsen over L1 en L2, L1 en L3 of L2 en L3. De spanning die wordt gemeten over: L1 en N, L2 en N of L3 en N is de fasespanning.